# Melanthera waimeaensis
Melanthera waimeaensis là một loài thực vật có hoa trong họ Cúc. Loài này được (H.St.John) W.L.Wagner & H.Rob. mô tả khoa học đầu tiên.